# Bhilai Nagar
Bhilai Nagar (o semplicemente Bhilai) è una suddivisione dell'India, classificata come municipal corporation, di 553.837 abitanti, situata nel distretto di Durg, nello stato federato del Chhattisgarh. In base al numero di abitanti la città rientra nella classe I (da 100.000 persone in su).

## Geografia fisica
La città è situata a 21° 13' 0 N e 81° 25' 60 E e ha un'altitudine di 292 m s.l.m..

## Società

### Evoluzione demografica
Al censimento del 2001 la popolazione di Bhilai Nagar assommava a 553.837 persone, delle quali 289.853 maschi e 263.984 femmine. I bambini di età inferiore o uguale ai sei anni assommavano a 72.871, dei quali 37.876 maschi e 34.995 femmine. Infine, coloro che erano in grado di saper almeno leggere e scrivere erano 403.222, dei quali 230.362 maschi e 172.860 femmine.